# Chanteloup-les-Vignes
Chanteloup-les-Vignes település Franciaországban, Yvelines megyében. Lakosainak száma 10 793 fő (2022. január 1.). Chanteloup-les-Vignes Andrésy, Carrières-sous-Poissy és Triel-sur-Seine községekkel határos.

## Népesség
A település népességének változása:
| Lakosok száma | 10 013 | 10 394 | 10 517 | 10 374 | 10 341 | 10 426 | 10 730 | 10 735 | 10 793 |
|               | 2013   | 2015   | 2016   | 2017   | 2018   | 2019   | 2020   | 2021   | 2022   |